# Inga megaphylla
Inga megaphylla là một loài thực vật có hoa trong họ Đậu. Loài này được Poncy & Vester miêu tả khoa học đầu tiên.